# الأردن في الألعاب الأولمبية
شارك الأردن للمرة الأولى في دورة الألعاب الأولمبية الصيفية عام 1980 التي استضافتها العاصمة الروسية موسكو ومنذ تلك الدورة لم يغب الأردن عن أي مشاركة في الأولمبياد حتى يومنا هذا. وخلال الدورات العشر السابقة، تمكن الأردن من نيل ميدالية ذهبية واحدة تحققت من خلال لاعب المنتخب الوطني للتايكواندو أحمد أبو غوش، في نسخة عام 2016 والتي استضافتها مدينة ريو دي جانيرو البرازيلية، حيث حصل «أبو غوش» على ذهبية وزن تحت 68 كغم.
قبل ذلك، كان الأردن قد حصد 3 ميداليات برونزية من خلال لاعبي التايكواندو إحسان أبو شيخة وسامر كمال (سول 1988) وفهد عمار (برشلونة 1992) لكن هذه الميداليات لم تحتسب في رصيد الأردن لأن رياضة التايكوندو آنذاك لم تكن مدرجة بشكل رسمي في الأولمبياد (أي أن ميدالياتها لا تحتسب)، قبل أن يتم اعتماد رياضة التايكوندو بشكلٍ رسمي بدءً من نسخة أولمبياد سيدني عام 2000.
مثل الأردن في تاريخ الألعاب الأولمبية 65 لاعباً ولاعبة (46 لاعباً و19 لاعبة) في 12 رياضة هي، ألعاب القوى، التايكوندو، الرماية، السباحة، الملاكمة، كرة الطاولة، الفروسية، المصارعة، المبارزة، الجودو، القوس والسهم والترايثلون.
وتمكن عشرة لاعبين أردنيين من تسجيل حضورهم في الألعاب الأولمبية بأكثر من مناسبة وهم: ندين دواني - التايكوندو (3 دورات)، إبراهيم بشارات – الفروسية (3 دورات)، الأميرة زينة راشد – كرة الطاولة (دورتان)، محمد جبور – الرماية (دورتان)، فخر الدين فؤاد – ألعاب القوى (دورتان)، ندى قعوار – ألعاب القوى (دورتان)، عمر أبو فارس - السباحة (دورتان)، خليل الحناحنة – ألعاب القوى (دورتان)، تاليتا بقلة – السباحة (دورتان)، مثقال العبادي – الماراثون (دورتان).
تأسست اللجنة الأولمبية الأردنية التي تعنى بشؤون الرياضة والرياضيين في الأردن في عام 1957 وحصلت على عضوية اللجنة الأولمبية الدولية عام 1963 ويرأسها حالياً الأمير فيصل بن الحسين ويتولى ناصر المجالي منصب الأمين العام.

## المشاركات في الألعاب الصيفية

### موسكو 1980
كان الحضور الأول للأردن في دورة الألعاب الأولمبية خلال النسخة الثانية والعشرين والتي أقيمت في عاصمة الاتحاد السوفيتي، موسكو، خلال الفترة من 19 يوليو إلى 3 أغسطس عام 1980 و التي قاطعتها 61 دولة بسبب الحرب في أفغانستان. مثل الأردن في هذه النسخة 4 لاعبين جميعهم من رياضة الرماية وهم: نادر شلهوب، محمد جبور، محمد شاهين، أميرة خليف.

### لوس أنجلوس 1984
شارك الأردن في الدورة الثالثة والعشرين من الألعاب الأولمبية والتي جرت في مدينة لوس أنجلوس الأمريكية خلال الفترة من 28 يوليو إلى 12 أغسطس عام 1984. مثل الأردن في هذه الدورة 12 لاعباً ولاعبة في ثلاث رياضات وهي : ألعاب القوى والمبارزة والرماية ، فيما شارك لاعب كرة السلة مراد بركات في رفع العلم الأردني خلال حفل الافتتاح.
اللاعبون الأردنيون الذين شاركوا في أولمبياد لوس أنجلوس 1984:
| الرياضة     | اللاعب |
| ----------- | --- |
| ألعاب القوى | باسل الكيلاني (10 آلاف متر)، متعب فواعير (1500 متر و800 متر)، أمجد طوالبة (20 كلم مشي)، رائدة عبد الله (3000 متر)، إسماعيل محمود (الماراثون). |
| المبارزة    | أيمن جميعان (سلاح الفلوريه) |
| الرماية     | حسام عبد الرحمن، محمد جبور (1) ،علي عواسة، محمد شوشي، عمار خيري، عرفان ادلبي.                                                                 |

(1) يشارك للمرة الثانية في الأولمبياد.

### سول 1988
شارك الأردن في النسخة الرابعة والعشرين من دورة الألعاب الأولمبية والتي جرت في العاصمة الكورية الجنوبية سول خلال الفترة من 17 سبتمبر إلى 2 أكتوبر عام 1988 بوفد يتكون من 9 لاعبين ولاعبات يمثلون ست رياضات هي : القوس والسهم والملاكمة والمبارزة وكرة الطاولة والتايكواندو والمصارعة.
اللاعبين الأردنيين الذين شاركوا في أولمبياد سول 1988:
| الرياضة      | اللاعب                   |
| ------------ | ------------------------ |
| القوس والسهم | أليانا باراكيدس          |
| الملاكمة     | عبدالناصر شباب عمر دبج   |
| كرة الطاولة  | جاكلين الدقم             |
| التايكواندو  | إحسان أبو شيخة سامر كمال |
| المصارعة     | جهاد الشريف منير المصري  |
| المبارزة     | علي شحادة                |

 وخلال هذه النسخة تمكن اللاعبان إحسان أبو شيخة وسامر كمال من نيل ميداليتين برونزيتين لكن لم تحتسبان برصيد الأردن كون رياضة التايكواندو كانت في هذه الدورة كانت إستعراضية ولا تحسب ميدالياتها، قبل أن يتم اعتماد التايكواندو كرياضة رسمية بدءًا من نسخة عام 2000 في مدينة سيدني الأسترالية.

### برشلونة 1992
شارك الأردن في النسخة الخامسة والعشرين من دورة الألعاب الأولمبية والتي جرت في مدينة برشلونة الإسبانية والتي أقيمت خلال الفترة من 25 يوليو إلى 9 أغسطس عام 1992. تكون وفد الأردن في أولمبياد برشلونة من 7 لاعبين يمثلون أربع رياضات هي الرماية وكرة الطاولة والتايكواندو وألعاب القوى.
| الرياضة     | اللاعب                                                          |
| ----------- | --------------------------------------------------------------- |
| الرماية     | خالد نغوي                                                       |
| كرة الطاولة | ناديا رشاد                                                      |
| التايكواندو | عمار فهد، توفيق نويصر، فراس الجيوسي                             |
| ألعاب القوى | فخر الدين فؤاد (الوثب العالي) ،عواد سريس (5000 متر و10000 متر). |

وتمكن لاعب التايكواندو عمار فهد، من نيل ميدالية برونزية غير رسمية في هذه النسخة من الأولمبياد ولم تحتسب برصيد الأردن لأن رياضة التايكواندو كانت أيضاً رياضة استعراضية في هذه النسخة قبل أن يتم اعتماد التايكواندو كرياضة رسمية بدءًا من نسخة عام 2000 في مدينة سيدني الأسترالية.

### أتلانتا 1996
شارك الأردن في النسخة السادسة والعشرين من دورة الألعاب الأولمبية والتي جرت في مدينة أتلانتا الأمريكية خلال الفترة من 19 يوليو إلى 4 أغسطس عام 1996.
مثل الأردن في هذه النسخة 5 لاعبين يمثلون ثلاث رياضات وهم :
| الرياضة     | اللاعب                                                                |
| ----------- | --------------------------------------------------------------------- |
| الرماية     | محمد القاسم                                                           |
| السباحة     | ميرا غنيم (السباحة - 200 متر متنوع) ،عمر دلل (السباحة - 400 متر حرة). |
| ألعاب القوى | ندى قعوار (رمي الجلة)، فخر الدين فؤاد ( الوثب العالي) (1)             |

(1) شارك للمرة الثانية في الأولمبياد.

### سيدني 2000
شارك الأردن في النسخة السابعة والعشرين من دورة الألعاب الأولمبية والتي جرت في مدينة سيدني الأسترالية خلال الفترة من 15 سبتمبر إلى 1 أكتوبر عام 2000.
مثل الأردن في هذه النسخة 8 لاعبين ولاعبات من ست رياضات وهم :
| الرياضة     | اللاعب                                                 |
| ----------- | ------------------------------------------------------ |
| الفروسية    | الأميرة هيا بنت الحسين                                 |
| الرماية     | مفيد اللوانسة                                          |
| ألعاب القوى | محمد الكفريني (800 متر)، ندى قعوار (رمي الجلة) (1)     |
| السباحة     | هناء مجج (200 متر فراشة)، عمر أبو فارس (200 متر متنوع) |
| كرة الطاولة | تتيانا النجار                                          |
| التايكواندو | محمد الفرارجة                                          |

(1) شارك للمرة الثانية في الأولمبياد.

### أثينا 2004
شارك الأردن في النسخة الثامنة والعشرين من دورة الألعاب الأولمبية والتي جرت في العاصمة اليونانية أثينا خلال الفترة من 13 إلى 29 سبتمبر عام 2004.
مثل الأردن في هذه الدورة 8 لاعبين ولاعبات من خمس رياضات وهم :
| الرياضة     | اللاعب                                                |
| ----------- | ----------------------------------------------------- |
| كرة الطاولة | الأميرة زينة راشد                                     |
| الفروسية    | إبراهيم بشارات                                        |
| التايكواندو | إبراهيم عقيل، ندين دواني                              |
| السباحة     | عمر أبو فارس (100 متر ظهر )(1)، سمر نصار (50 متر حرة) |
| ألعاب القوى | خليل الحناحنة (100 متر)، بسمة العشوش (100 متر).       |

(1) شارك للمرة الثانية في الأولمبياد.
في هذه النسخة من الأولمبياد كان الأردن قريبا من الحصول على أول ميدالية رسمية في تاريخه بالألعاب الأولمبية من خلال رياضة التايكواندو، حيث احتل اللاعب إبراهيم كمال المركز الرابع في منافسات وزن فوق 80 كغم، بعد تحقيقه لثلاث انتصارات وخسارته الميدالية البرونزية أمام الفرنسي باسكال جنتل، فيما حلت اللاعبة ندين دواني في المركز الخامس ضمن منافسات وزن فوق 67 كغم.

### بكين 2008
شارك الأردن في النسخة التاسعة والعشرين من دورة الألعاب الأولمبية والتي جرت في العاصمة الصينية بكين خلال الفترة من 8 إلى 24 أغسطس عام 2008.
مثل الأردن في هذه النسخة من الألعاب الأولمبية، 7 لاعبين ولاعبات من خمس رياضات وهم :
| الرياضة     | اللاعب                                           |
| ----------- | ------------------------------------------------ |
| كرة الطاولة | الأميرة زينة راشد (1)                            |
| التايكواندو | ندين دواني (2)                                   |
| ألعاب القوى | براءة مروان (800 متر) خليل الحناحنة (200 متر)(3) |
| الفروسية    | إبراهيم بشارات (4)                               |
| السباحة     | أنس حمادة (50 متر حرة)، رزان فريد (50 متر حرة).  |

(1) شارك للمرة الثانية في الأولمبياد.
(2) شارك للمرة الثانية في الأولمبياد.
(3) شارك للمرة الثانية في الأولمبياد.
(4) شارك للمرة الثانية في الأولمبياد.

### لندن 2012
شارك الأردن في النسخة الثلاثين من دورة الألعاب الأولمبية والتي استضافتها العاصمة البريطانية لندن خلال الفترة من 27 يوليو إلى 12 أغسطس عام 2012.
تكونت البعثة الأردنية في نسخة لندن 2012 من 9 لاعبين ولاعبات في خمس رياضات وهم :
| الرياضة     | اللاعب                                           |
| ----------- | ------------------------------------------------ |
| التايكواندو | راية حتاحت، ندين دواني، محمد أبو لبدة            |
| السباحة     | كريم عناب (50 متر حرة)، تاليتا بقلة (50 متر حرة) |
| الفروسية    | إبراهيم بشارات                                   |
| الملاكمة    | إيهاب المتبولي                                   |
| ألعاب القوى | مثقال العبادي (الماراثون)، ريما طه (100 متر)     |

في هذه النسخة من الألعاب الأولمبية أصبح اللاعبان ندين دواني وإبراهيم بشارات أكثر اللاعبين الأردنيين مشاركةً في الألعاب الأولمبية الصيفية برصيد 3 دورات، أثينا 2004 وبكين 2008 ولندن 2012.

### ريو دي جانيرو 2016
شارك الأردن في النسخة الحادية والثلاثين من دورة الألعاب الأولمبية والتي جرت في مدينة ريو دي جانيرو خلال الفترة من 5 إلى 21 أغسطس عام 2016.
تكونت البعثة الأردنية المشاركة في أولمبياد ريو دي جانيرو من 8 لاعبين ولاعبات مثلوا ست رياضات وهم :
| الرياضة     | اللاعب                                               |
| ----------- | ---------------------------------------------------- |
| التايكواندو | أحمد أبو غوش                                         |
| الملاكمة    | عبادة الكسبة، حسين عشيش                              |
| الجودو      | ابراهيم خلف                                          |
| السباحة     | خضر بقلة (200 متر حرة)، تاليتا بقلة (50 متر حرة) (1) |
| الترايثلون  | لورنس فانوس                                          |
| ألعاب القوى | مثقال العبادي (الماراثون )(2)                        |

(1) تشارك للمرة الثانية في الأولمبياد
(2) يشارك للمرة الثانية في الأولمبياد
نجح لاعب التايكواندو أحمد أبو غوش ، في حصد أول ميدالية ذهبية للأردن في دورات الألعاب الأولمبية الصيفية بحصوله على ذهبية وزن تحت 68 كغم. واستهل أحمد أبو غوش مشاركته في الأولمبياد بالفوز على اللاعب المصري زكي غفران بنتيجة 9-1 في دور الـ 16 ومن ثم فاز على الكوري الجنوبي لي داي هون بنتيجة 11-8 في الدور ربع النهائي ومن ثم فاز على الإسباني جويل غونثاليس - حامل ذهبية أولمبياد لندن 2012 - بنتيجة 12-7 وفي النهائي فاز «أبو غوش» على الروسي أليكسي دينيسينكو بنتيجة 10-6. وبفضل هذه الميدالية أصبح أحمد أبو غوش أول لاعب عربي يحرز ميدالية ذهبية في منافسات التايكواندو بدورات الألعاب الأولمبية.

## جدول الميداليات في الألعاب الصيفية
| الألعاب            | عدد الرياضيين حسب اللعبة | عدد الرياضيين حسب اللعبة | عدد الرياضيين حسب اللعبة | عدد الرياضيين حسب اللعبة | عدد الرياضيين حسب اللعبة | عدد الرياضيين حسب اللعبة | عدد الرياضيين حسب اللعبة | عدد الرياضيين حسب اللعبة | عدد الرياضيين حسب اللعبة | عدد الرياضيين حسب اللعبة | عدد الميداليات | عدد الميداليات | عدد الميداليات | الإجمالي |
| الألعاب            | ألعاب القوى              | الرماية                  | القوس والسهم             | السباحة                  | التايكوندو               | الملاكمة                 | الفروسية                 | الجودو                   | الترايثلون               | الكاراتيه                |                |                |                | الإجمالي |
| ------------------ | ------------------------ | ------------------------ | ------------------------ | ------------------------ | ------------------------ | ------------------------ | ------------------------ | ------------------------ | ------------------------ | ------------------------ | -------------- | -------------- | -------------- | -------- |
| 1980 موسكو         | -                        | 4                        | -                        | -                        | -                        | -                        | -                        | -                        | -                        | -                        | 0              | 0              | 0              | 0        |
| 1984 لوس أنجلوس    | 5                        | -                        | -                        | -                        | -                        | -                        | -                        | -                        | -                        | -                        | 0              | 0              | 0              | 0        |
| 1988 سول           | -                        | -                        | 1                        | -                        | 6                        | -                        | -                        | -                        | -                        | -                        | 0              | 0              | 0              | 0        |
| 1992 برشلونة       | 2                        | -                        | -                        | -                        | -                        | -                        | -                        | -                        | -                        | -                        | 0              | 0              | 0              | 0        |
| 1996 اتلانتا       | 1                        | -                        | -                        | 3                        | -                        | -                        | -                        | -                        | -                        | -                        | 0              | 0              | 0              | 0        |
| 2000 سيدني         | 2                        | -                        | -                        | 2                        | 1                        | -                        | -                        | -                        | -                        | -                        | 0              | 0              | 0              | 0        |
| 2004 أثينا         | 1                        | -                        | -                        | 2                        | 1                        | -                        | -                        | -                        | -                        | -                        | 0              | 0              | 0              | 0        |
| 2008 بكين          | 2                        | 2                        | -                        | -                        | 1                        | -                        | -                        | -                        | -                        | -                        | 0              | 0              | 0              | 0        |
| 2012 لندن          | 2                        | -                        | -                        | 2                        | 3                        | 1                        | 1                        | -                        | -                        | -                        | 0              | 0              | 0              | 0        |
| 2016 ريو دي جانيرو | 1                        | -                        | -                        | 2                        | 1                        | 2                        | -                        | 1                        | 1                        | -                        | 1              | 0              | 0              | 1        |
| 2020 طوكيو         | 1                        | 1                        | -                        | 2                        | 2                        | 5                        | 1                        | 1                        | -                        | 1                        | 0              | 1              | 1              | 2        |
| الإجمالي           | الإجمالي                 | الإجمالي                 | الإجمالي                 | الإجمالي                 | الإجمالي                 | الإجمالي                 | الإجمالي                 | الإجمالي                 | الإجمالي                 | الإجمالي                 | 1              | 1              | 1              | 3        |

### الميداليات حسب الرياضة
*   البلد المضيف (مضيف)
| رياضة      | ذهبية | فضية | برونزية | المجموع |
| ---------- | ----- | ---- | ------- | ------- |
| التايكوندو | 1     | 2    | 0       | 3       |
| الكاراتيه  | 0     | 0    | 1       | 1       |
| المجموع    | 1     | 2    | 1       | 4       |

## قائمة الفائزين بالميداليات
| الميدالية | الاسم               | البطولة            | الرياضة    |
| --------- | ------------------- | ------------------ | ---------- |
| ذهبية     | أحمد أبو غوش        | 2016 ريو دي جانيرو | التايكوندو |
| فضية      | صالح الشرباتي       | 2020 طوكيو         | التايكوندو |
| برونزية   | عبد الرحمن المصاطفة | 2020 طوكيو         | الكاراتيه  |
| فضية      | زيد كريم            | 2024 باريس         | التايكوندو |

## وصلات خارجية
- الأبطال الأولمبيون موقع اللجنة الأولمبية الدولية
- موقع اللجنة الأولمبية فرع الأردن